# Petiveria
- Commons
- Wikispecies

Petiveria L. é um género botânico pertencente à família Phytolaccaceae.

## Espécies
Apresenta 10 espécies:
- Petiveria alliacea
- Petiveria corrientina
- Petiveria foetida
- Petiveria graveolens
- Petiveria hexaglochin
- Petiveria hexandria
- Petiveria ochroleuca
- Petiveria octandra
- Petiveria paraguayensis
- Petiveria tetrandra
- Lista das espécies

## Classificação do gênero
| Sistema | Classificação                      | Referência               |
| ------- | ---------------------------------- | ------------------------ |
| Linné   | Classe Hexandria, ordem Tetragynia | Species plantarum (1753) |